# Carpasio
Carpasio är en ort och frazione i kommunen Montalto Carpasio i provinsen Imperia i regionen Ligurien i Italien. 
Carpasio upphörde som kommun den 1 januari 2018 och bildade med den tidigare kommunen Montalto Ligure den nya kommunen Montalto Carpasio. Den tidigare kommunen hade 157 invånare (2017).